# Sane Smith
Sane Smith era il nome usato da un duo di graffiti writer di New York, composto da David Smith ("Sane") e suo fratello Roger Smith ("Smith"), attivo negli anni novanta del ventesimo secolo.
I Sane Smith erano tra i più ostinati autori di tag di New York degli anni novanta.  Secondo quanto affermato dagli stessi Smith, si posero e conseguirono l'obiettivo di fare un tag ogni 20 piedi nel 60th Street Tunnel. I Sane Smith sono particolarmente conosciuti per aver dipinto in cima al Ponte di Brooklyn, atto per il quale furono citati in giudizio per 3 milioni di dollari, la più grande azione legale di sempre contro i graffiti writer.  L'opera si estendeva su entrambi i lati della torre di Manhattan del ponte, ed era visibile a diverse miglia di distanza.
Il Dipartimento di Transito della Polizia di New York stette sulle tracce dei Sane Smith per tre anni e li descrisse come "uno dei 20 maggiori graffiti writer in termini di danni provocati."
David Smith non frequentò il college. Suo fratello Roger conseguì una laurea in informatica presso la Fordham University, ma lasciò il suo lavoro per dedicarsi a tempo pieno al writing.
Nell'Ottobre 1990, Sane fu trovato morto nelle acque della Flushing Bay. Si diffusero diverse speculazioni riguardo alle ragioni della sua morte, ma furono di fatto inconcludenti. Sane era considerato un bravo nuotatore. In Febbraio, all'età di 22 anni, Sane fu arrestato e divenne il primo graffiti writer di Manhattan ad essere formalmente accusato per vandalismo di terzo grado.  Il distretto di Manhattan fece causa a Smith dopo la morte di Sane.
Roger Smith continuò a dipingere come "Smith", in collaborazione con Chris Pape ("Freedom").